# Sphinctus pilosus
Sphinctus pilosus là một loài tò vò trong họ Ichneumonidae.